# Trưng cầu dân ý
Trưng cầu dân ý hay bỏ phiếu toàn dân là một cuộc bỏ phiếu trực tiếp, trong đó toàn bộ các cử tri được yêu cầu chấp nhận hay phủ quyết một đề xuất đặc biệt. Đó có thể là sự thông qua một hiến pháp mới, một sự sửa đổi hiến pháp, một bộ luật, một sự bãi miễn một quan chức đã được bầu hay đơn giản chỉ là một chính sách riêng của Chính phủ. Trưng cầu dân ý hay bỏ phiếu toàn dân là một hình thức Dân chủ trực tiếp. Ngày nay, tại Việt Nam, trong dự thảo luật hay các vấn đề lớn của đất nước, thường gọi là lấy ý kiến nhân dân.

## Thuật ngữ
Thuật ngữ trưng cầu dân ý hay bỏ phiếu toàn dân thường được sử dụng thay thế lẫn nhau nhưng thuật ngữ bỏ phiếu toàn dân thường để chỉ tình huống trong đó một quyết định được đưa ra dựa trên sự thực hành căn bản của quyền tối cao, như việc quyết định các biên giới quốc gia hay chấp nhận một hiến pháp mới. Bỏ phiếu toàn dân cũng là một thuật ngữ thường được dùng để miêu tả một cuộc bỏ phiếu trực tiếp do một nhà độc tài hay một chế độ không dân chủ tổ chức, trong các tình huống theo đó một cuộc bỏ phiếu đúng đắn và tự do không thể diễn ra. Bỏ phiếu toàn dân do các chính phủ không dân chủ tiến hành có thể yêu cầu chấp thuật một nghị định chính phủ triệt để, hay các chính sách chung của chính phủ. Thuật ngữ trưng cầu dân ý thường được dùng để miêu tả một cuộc bỏ phiếu thông thường được tổ chức bởi các chế độ dân chủ tự do.

## Thủ tục và tình trạng
Các cuộc trưng cầu dân ý có thể là bắt buộc hay không bắt buộc. Một cuộc trưng cầu dân ý không bắt buộc chỉ đơn giản có tính chất tư vấn hay cố vấn. Nó dành cho chính phủ hay cơ quan lập pháp quyền hiện các kết quả của cuộc trưng cầu dân ý không bắt buộc đó và thậm chí họ có thể bỏ qua kết quả đó. Tuy nhiên, các hoàn cảnh chính trị hiện tại ở các nước thường tổ chức trưng cầu dân ý không bắt buộc luôn rất chú trọng tới kết quả của cuộc trưng cầu dân ý đó. Trái lại, một số nước cho phép các cuộc trưng cầu dân ý theo đó kết quả là hợp pháp và không thể không tuân theo. 
Một cuộc trưng cầu dân ý hay bỏ phiếu trực tiếp có tính cơ sở có thể được phác thảo bởi một hội đồng lập pháp trước khi đưa ra cho cử tri. Trong những trường hợp khác một cuộc trưng cầu dân ý thường được đề xuất bởi một cơ quan lập pháp hay bởi chính các công dân thông qua việc thỉnh cầu. Quy tình đưa ra một cuộc trưng cầu dân ý bằng cách thỉnh cầu được gọi là của nhân dân hay sự khởi xướng của công dân. 
Tại các nước trong đó một cuộc trưng cầu dân ý phải được đề xuất bởi nghị viện, thỉnh thoảng việc tổ chức trưng cầu dân ý bắt buộc là điều đương nhiên đối với một số đề xuất, ví dụ như sửa đổi hiến pháp. 
Trong đa số các cuộc trưng cầu dân ý, một biện pháp được thông qua đơn giản bởi đa số cử tri chưa chắc đã được đưa vào thực hiện. Tuy nhiên một cuộc trưng cầu dân ý cũng có thể phải có đại đa số, ví dụ như hai phần ba cử tri tham gia.
Ở một số nước, cũng có quy định một số lượng cử tri tham gia tối thiểu nào đó của toàn bộ cử tri để kết quả trưng cầu dân ý được coi là hợp lệ. Điều này nhằm đảm bảo rằng kết quả đó đại diện cho ý nguyện của toàn bộ cử tri và giống với số đại biểu cần thiết quy định (quorum) trong một uỷ ban hay một cơ quan hành pháp. 
Quyền tham gia vào một cuộc trưng cầu dân ý không quan trọng như quyền tham gia vào các cuộc bầu cử. Ví dụ, ở Cộng hoà Ireland chỉ các công dân mới được bỏ phiếu tại các cuộc trưng cầu dân ý trong khi đó các công dân Anh cư trú trong nước mới có quyền bỏ phiếu trong các cuộc tuyển cử.